# Strudlhofstiege

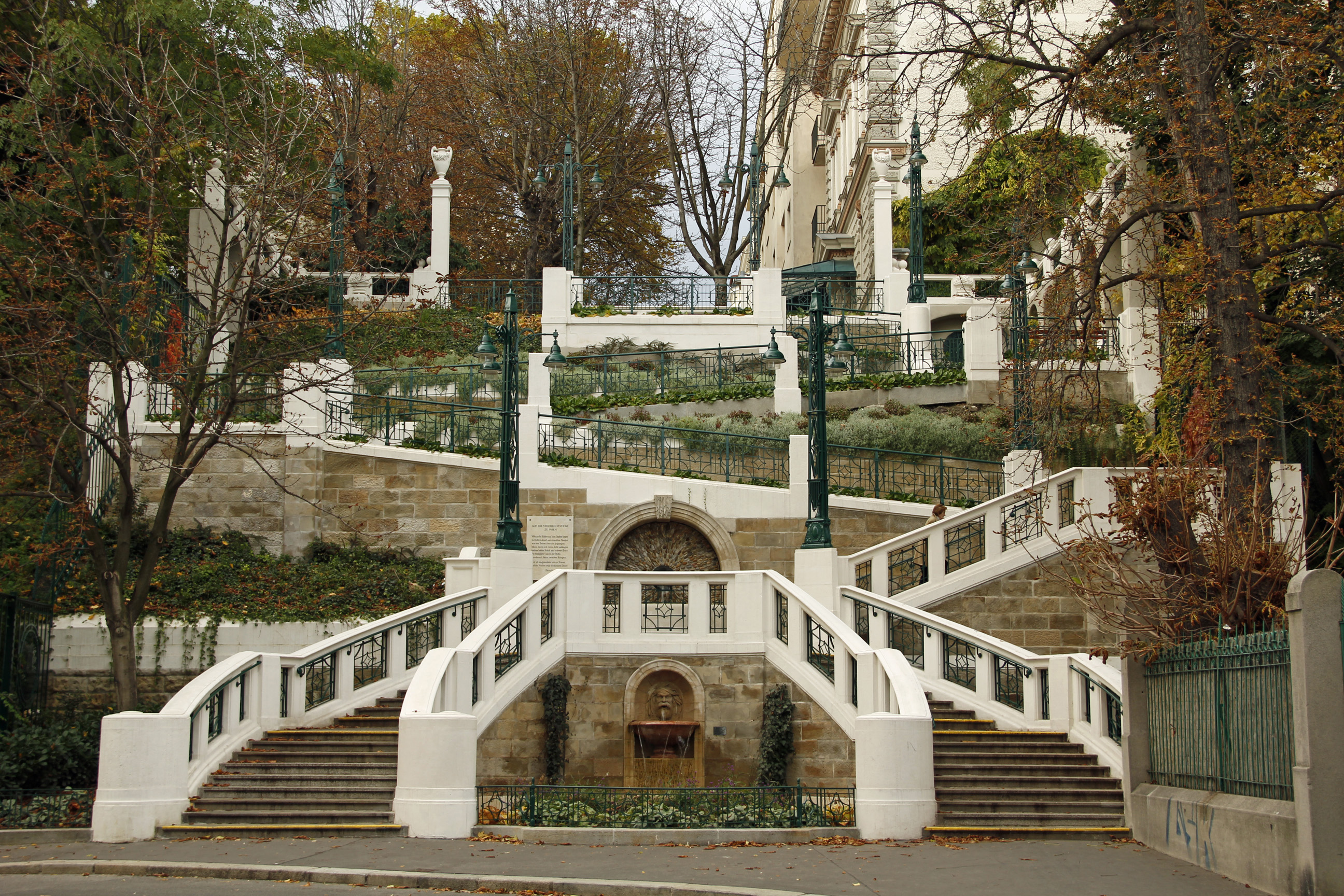
Vollansicht der Strudlhofstiege

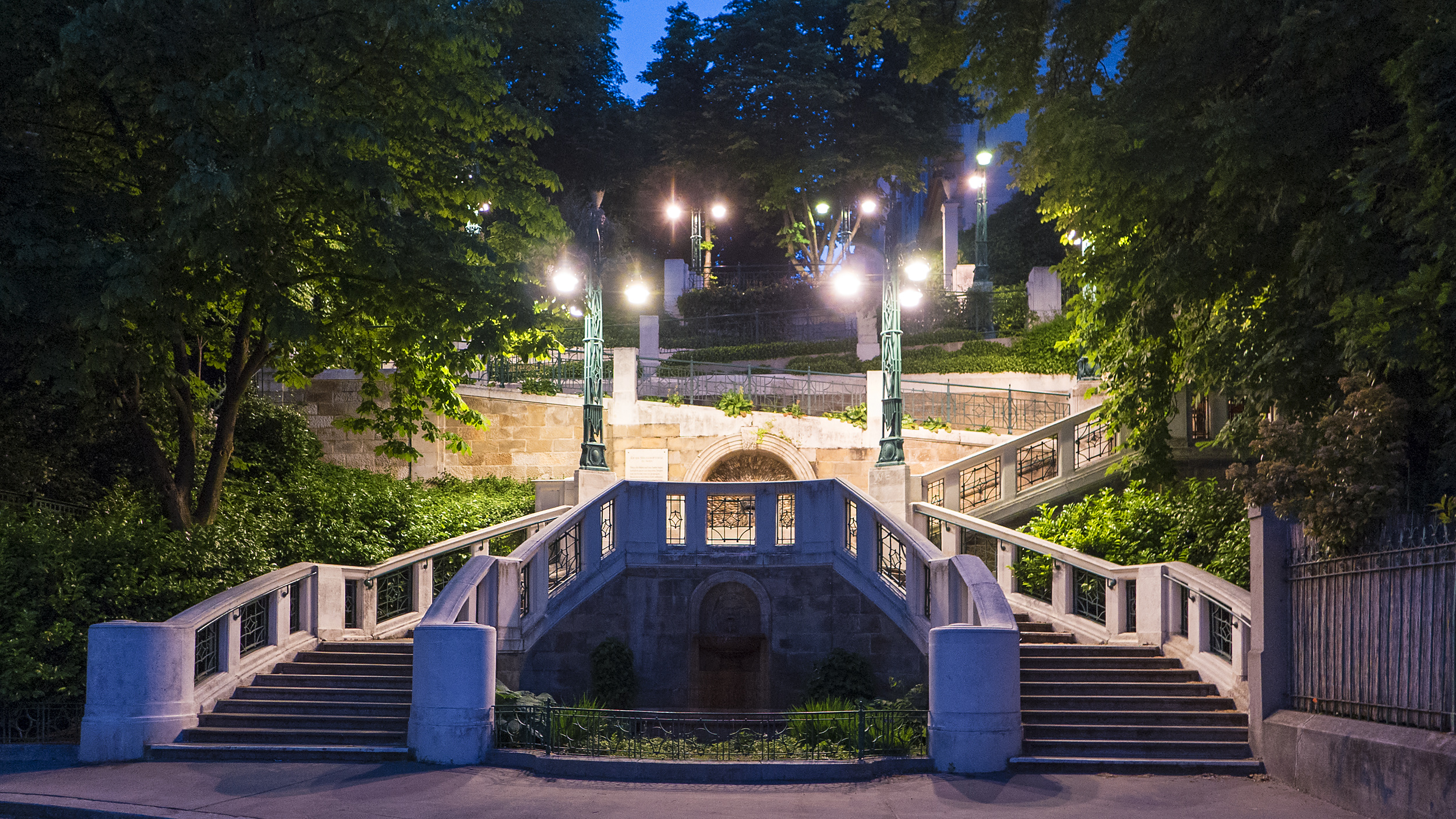
Die Strudlhofstiege bei Nacht

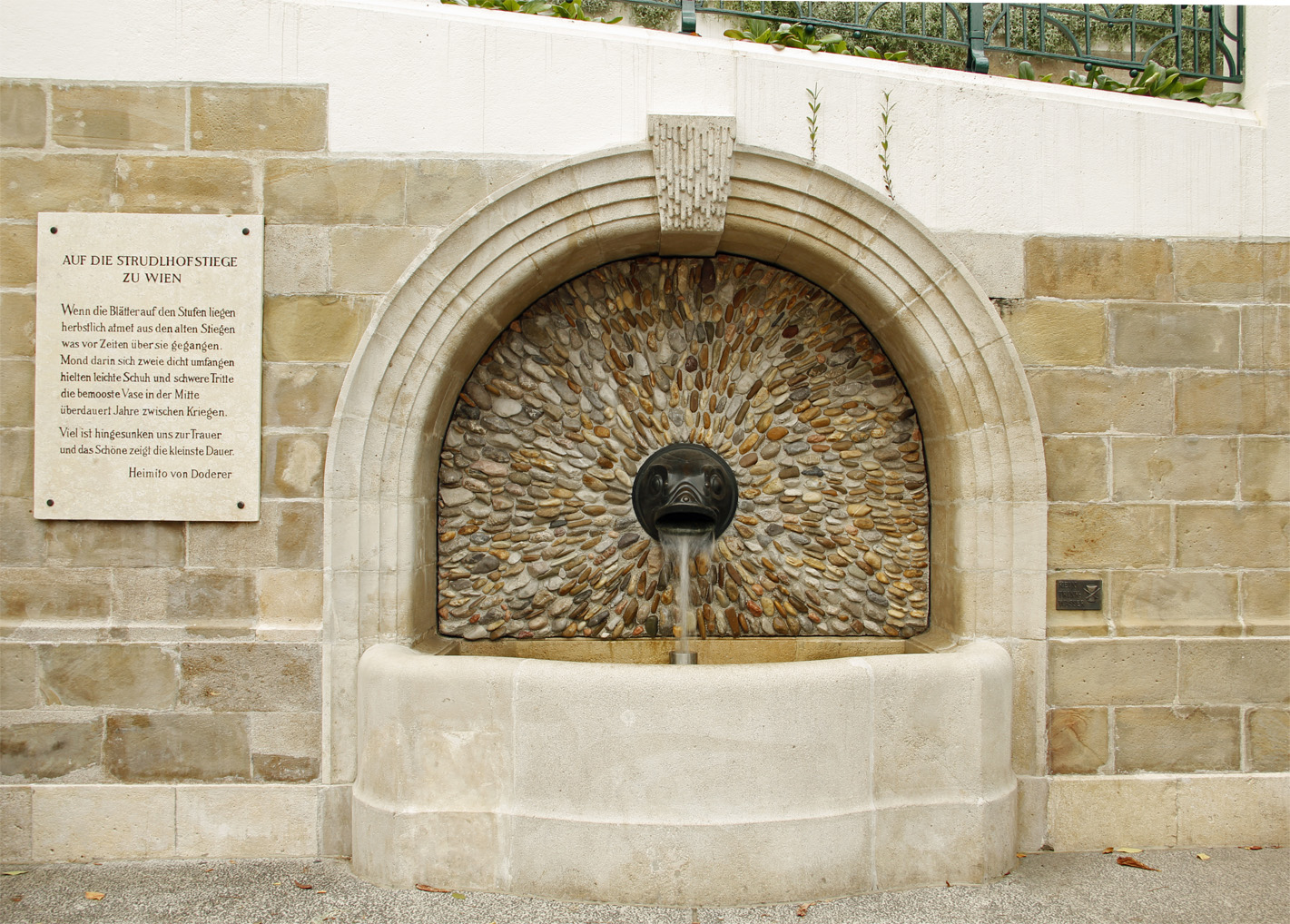
Brunnen und Gedichttafel

Die Strudlhofstiege ist eine architektonisch und literaturgeschichtlich bemerkenswerte Stiegenanlage im 9. Wiener Gemeindebezirk, Alsergrund. Sie überwindet die Geländestufe zwischen dem oberen Teil der Strudlhofgasse, einer Quergasse zur Währinger Straße, und deren tiefer gelegenem Teil, hier eine Quergasse zur Liechtensteinstraße auf der Höhe des Palais Liechtenstein. Zur namentlich bekanntesten Stiegenanlage Wiens wurde  sie durch ihre literarische Verarbeitung in Heimito von Doderers Roman Die Strudlhofstiege oder Melzer und die Tiefe der Jahre (1951).

## Geschichte
In der Gegend der „Schottenpoint“ – an dem von der heutigen Währinger Straße abzweigenden Verkehrsweg, der im 18. Jahrhundert als Spitalberggasse oder „Am Spanischen Spital“, nach 1820 überwiegend als Karlsgasse bekannt war, später Waisenhausgasse hieß und seit 1913 den Namen Boltzmanngasse trägt – hatte der Bildhauer und Maler Peter Strudel, oft auch Strudl geschrieben, am Rand einer Geländestufe ein Grundstück besessen und darauf 1690 den Strud(e)lhof errichten lassen, in dem er eine private Malerschule einrichtete. Sie wurde 1705 zur kaiserlichen Akademie erhoben (Vorgängerin der heutigen Akademie der bildenden Künste Wien) und bis zu Strudels Tod 1714 betrieben.
An der Stelle des einstigen Strud(e)lhofs bestand Anfang des 20. Jahrhunderts eine kurze, von der Waisenhausgasse in Richtung Geländestufe abzweigende Sackgasse, die dem Innenhof des einstigen Gebäudekomplexes entsprochen haben dürfte und nach diesem „Strud(e)lhof“ genannt wurde. 1907 wurde sie, ebenso wie eine neu geschaffene, jenseits der Geländestufe von der Liechtensteinstraße abzweigende Sackgasse, als Strudlhofgasse benannt. Bereits zuvor hatte die von Karl Lueger geleitete Stadtverwaltung ihrem Stadtbauamt den Auftrag gegeben, den steilen Abhang zwischen diesen beiden Gassenstücken mit einer Stiegenanlage zu überwinden. Erste Pläne wurden in der Wiener Gemeinderats-Sitzung vom 24. April 1906 vorgelegt.
Den Entwurf zur Anlage lieferte Theodor Johann Jaeger vom Wiener Stadtbauamt. Das Bauwerk wurde aus Mannersdorfer Kalkstein errichtet und gilt als bedeutendes Bauwerk des Jugendstils. Die Eröffnung fand am 29. November 1910 statt; die Baukosten wurden damals mit 100.000 Kronen angegeben. „Auftraggeber“ Karl Lueger war zu diesem Zeitpunkt bereits tot; er starb am 10. März 1910.
Die Versorgungshausgasse, eine weitere kurze Sackgasse, die von der Währinger Straße in Richtung Waisenhausgasse führte, wurde 1913 bis zu dieser verlängert und der Strudlhofgasse einverleibt.
1962, 1984 und 2008/2009 wurde die Strudlhofstiege renoviert bzw. restauriert.

## Architektur
Die Stiegenanlage ist im untersten Teil, der auch zwei Brunnen umfasst, symmetrisch angelegt und weist dort zwei spiegelbildliche, gebogene Stiegen auf. Über dem unteren, kleineren Brunnenbecken dient eine Kopfmaske als Wasserspeier, über dem oberen Becken spendet ein Fischmaul in einer (im Originalzustand und wieder seit der letzten Restaurierung) mit Donaukies (zwischenzeitlich dagegen mit einem Mosaik) ausgekleideten Nische Wasser. In den oberen Teilen besteht die Anlage aus Stiegen- und Rampenelementen, die dem Fußgänger ständig wechselnde Perspektiven vermitteln.
Die Strudlhofstiege hatte zum Zeitpunkt ihrer Errichtung „mehrerlei zu bewältigen: zum einen, ganz profan, jenen Höhenunterschied, den Naturereignisse vor Äonen in der Landschaft hinterlassen hatten. Mit der Ersparnis bisheriger Umwege sollte für die Passanten zudem auch eine zeitliche Abkürzung verbunden sein. Drittens war, im Sinne der räumlichen Verdichtung, ans Platzsparen zu denken. Viertens hatte sich das Bauwerk in die wachsenden baulichen Ansprüche des Umfelds zu fügen.“ Von diesen Aufgaben wurden „drei glatt, die übrige – der Bedarf der Zeitersparnis – indes nur mit einer gewissen Ironie erfüllt“. Eine ausschließlich aus steilen Stiegenabsätzen bestehende Konstruktion, wie sie als (deutlich weniger originelle) Alternativvariante auch geplant war, hätte dem Fußgänger sicherlich eine zeitökonomischere Benützung ermöglicht.
Teils steinerne, teils metallene Geländer und Kandelaber in Eisenkonstruktion mit sogenannten Maiglöckchenlampen akzentuieren die inszenatorische Wirkung, die über bloße Verkehrstechnik weit hinausgeht. Unverwirklicht geblieben ist der ursprüngliche Plan Jaegers, die Stiegenanlage um bestehende Bäume herumzubauen. Dennoch verleihen ihr die Vegetation (Efeu, Blumen, Sträucher) zwischen den Stiegen und Rampen, das Beet im untersten Teil zwischen den beiden Treppenbögen und auch die beiden Brunnen „eher den Anschein eines Gartens als den eines Verkehrswegs. Dieser vielleicht hervorstechendste Zug kennzeichnet die Anlage nicht zuletzt auch als Kind ihrer stadtplanerischen Ära, die Wien programmatisch als Gartenstadt verstand.“
Die heute in Grün gefassten Teile der Stiegenanlage, die an Otto Wagners Stadtbahngeländer erinnern, waren in einer ursprünglicheren Fassung in Blau gestrichen. Vor der Restaurierung 2008/2009 existierten statt der nunmehrigen, dem Originalzustand entsprechenden Beleuchtungskörper Kugellampen aus Milchglas.
Wegen ihres offenen Charakters eignet sich die Stiegenanlage auch für Freiluftveranstaltungen. So finden dort beispielsweise Konzerte im Rahmen der Woche der Wiener Chöre statt.

## Literarische Bearbeitung
Der 1946–1948 verfasste und 1951 erschienene Roman Die Strudlhofstiege oder Melzer und die Tiefe der Jahre von Heimito von Doderer ist nach dieser Stiegenanlage benannt, in deren Umkreis einige zentrale Ereignisse des Romans spielen. Dem Roman ist eine lateinische Widmung an Johann Theodor Jaeger vorangestellt: In memoriam Johannis Th. Jæger senatoris Viennensis qui scalam construxit cuius nomen libello inscribitur (Zum Gedenken an Johann. Th. Jaeger, Senator von Wien, der die Stiege erbaute, deren Name dem Buch den Titel gibt). Das darauf folgende Gedicht „Auf die Strudlhofstiege zu Wien“ ist seit der Stiegenrenovierung 1962 auf einer Tafel neben dem größeren Brunnen zu lesen:

„Wenn die Blätter auf den Stufen liegen

herbstlich atmet aus den alten Stiegen

was vor Zeiten über sie gegangen.

Mond darin sich zweie dicht umfangen

hielten, leichte Schuh und schwere Tritte,

die bemooste Vase in der Mitte

überdauert Jahre zwischen Kriegen.

Viel ist hingesunken uns zur Trauer

und das Schöne zeigt die kleinste Dauer.“